# Chủ nghĩa bảo hộ
Chủ nghĩa bảo hộ, còn gọi là chủ nghĩa bảo hộ thương mại hay chủ nghĩa bảo hộ mậu dịch, là việc áp dụng nâng cao một số tiêu chuẩn thuộc các lĩnh vực như chất lượng, vệ sinh, an toàn, lao động, môi trường, xuất xứ, v.v... hay việc áp đặt thuế xuất nhập khẩu cao đối với một số mặt hàng nhập khẩu từ nước ngoài nhằm bảo vệ ngành sản xuất các mặt hàng tương tự (hay dịch vụ) trong nước.

## Lý thuyết và thực tế
Về lý thuyết, việc áp đặt các tiêu chuẩn nói trên thuộc về lĩnh vực kinh tế học vĩ mô, được các chính phủ áp dụng khi các báo cáo thống kê và các phân tích kinh tế-xã hội cho thấy ảnh hưởng tiêu cực của việc nhập khẩu đối với sản xuất trong nước dường như lớn hơn so với lợi ích mà việc này.
- Đối với các quốc gia đã gia nhập Tổ chức thương mại thế giới (WTO) thì việc áp đặt này chỉ được phép đối với một hay nhiều thành viên khác của WTO khi và chỉ khi phán quyết của WTO cho phép quốc gia này làm điều đó (với các chứng cứ cho thấy các thành viên kia đang thực hiện việc bán phá giá hay hỗ trợ bất hợp pháp cho ngành sản xuất của mình v.v).
- Đối với các quốc gia chưa gia nhập WTO hoặc quốc gia là thành viên của WTO áp đặt đối với các quốc gia chưa là thành viên WTO hay ngược lại: Việc áp đặt này hoàn toàn nằm trong ý chí chủ quan của từng quốc gia hoặc sau khi nhận được đơn kiện của các (nhóm, hiệp hội) công ty tại quốc gia đó về việc bán phá giá. Các vụ kiện tôm hay cá tra, cá ba sa tại Mỹ vừa qua đối với các quốc gia xuất khẩu các mặt hàng này là một ví dụ cho thấy việc áp đặt bảo hộ mậu dịch.

Ngân hàng Thế giới ước tính nếu các rào cản thương mại hoàn toàn được dỡ bỏ thì sẽ có thêm hàng chục triệu người nữa được thoát nghèo... Thương mại và tự do hóa thương mại thậm chí có thể còn là những công cụ hữu hiệu hơn để xóa đói, giảm nghèo và giúp cho các quốc gia có nguồn lực kinh tế để đáp ứng các nhu cầu cấp thiết nhất của họ. Cũng theo Ngân hàng Thế giới, chỉ riêng việc xóa bỏ các rào cản thương mại đối với hàng hóa, mỗi năm các quốc gia đang phát triển cũng có thể tăng thêm thu nhập 142 tỷ USD. Con số đó có thể sẽ cao hơn 80 tỷ USD viện trợ kinh tế của các nước công nghiệp phát triển trong năm 2005 và cao hơn 42,5 tỷ USD tổng các khoản nợ dự kiến được giảm cho các nước đang phát triển.
Trên thực tế, các yếu tố chính trị có ảnh hưởng rất lớn đến quyết định của một chính phủ trong bảo hộ mậu dịch. Còn một thực tế khác là điều trái ngược xảy ra ngay tại quốc gia kêu gọi chủ trương tự do thương mại toàn cầu. Các nhà sản xuất Hoa Kỳ - thay vì tăng cường hiệu năng sản xuất để nâng cao tính cạnh tranh, lại sẵn sàng chi tiền để vận động những nhà lập pháp và hành pháp nhằm đưa ra những luật lệ bất bình đẳng. Việc làm đó bị coi là cổ vũ cho chủ nghĩa bảo hộ chứ không phải là tự do mậu dịch.

## Các khía cạnh
Về lý thuyết, việc bảo hộ mậu dịch đem lại lợi ích nhất thời cho các nhà sản xuất trong nước, đảm bảo được mục tiêu xã hội là đảm bảo được công ăn việc làm cho một số nhóm người lao động nào đó. Mặt trái của nó là làm cho các nhà sản xuất trong nước có cơ hội đầu cơ trên giá bán hàng (hay cung cấp dịch vụ) ở mức có lợi nhất cho họ hoặc không có các biện pháp nâng cao chất lượng và hạ giá thành sản phẩm. Điều này đem lại thiệt hại cho người tiêu dùng xét theo mục tiêu dài hạn.

## Lý lẽ bảo vệ cho chế độ bảo hộ mậu dịch

### Chính trị
- Bảo vệ việc làm và ngành công nghiệp.
- Bảo vệ an ninh quốc gia.
- Trả đũa.

## Các chủ đề liên quan
- Chống phá giá
- Trợ cấp
- Rào cản thuế quan
- Rào cản kỹ thuật
- Tổ chức thương mại thế giới

## Chống bảo hộ mậu dịch
Ngày 14 tháng 2 năm 2009, các bộ trưởng tài chính và thống đốc ngân hàng trung ương các thành viên nhóm 7 nước công nghiệp phát triển nhất thế giới (G7) nhóm họp tại Roma, Ý, với trọng tâm là soạn thảo những quy định chung đối phó với khủng hoảng kinh tế và đấu tranh chống những quyết định bảo hộ mậu dịch.
Trong chuyến công du nước ngoài đầu tiên với tư cách là Tổng thống Hoa Kỳ, ông Barack Obama hôm 19 tháng 2 năm 2009 đã cam kết hợp tác với Canada về năng lượng, phục hồi kinh tế và Afghanistan, đảm bảo với Canada rằng ông sẽ không theo đuổi các chính sách bảo hộ mậu dịch.
Trong tuyên bố của Hội nghị thượng đỉnh khẩn cấp về kinh tế ngày 1 đến 3 tháng 3 năm 2009 tại Brussels Bỉ, các nhà lãnh đạo Liên minh châu Âu (EU) đã cam kết chống các hình thức bảo hộ mậu dịch trên thị trường chung của khối. Thông điệp mạnh mẽ này được EU đưa ra trong bối cảnh có nhiều lo ngại về sự xuất hiện trở lại của chủ nghĩa bảo hộ ở châu Âu, đặc biệt sau khi Pháp công bố những khoản viện trợ lớn cho ngành chế tạo xe hơi trong nước. Ủy ban châu Âu (EC) tới đây sẽ xem xét và ra quyết định về việc Pháp cho vay ưu đãi 6 tỷ euro để ngành ô tô vượt qua khủng hoảng có vi phạm "bảo hộ mậu dịch" hay không.
Việc Bắc Kinh chuyển đến các chính quyền địa phương khẩu hiệu "hãy mua hàng Trung Quốc" đang gây nên lo ngại sự trở lại của chủ nghĩa bảo hộ mậu dịch và những biện pháp trả đũa.